# أليكسياد

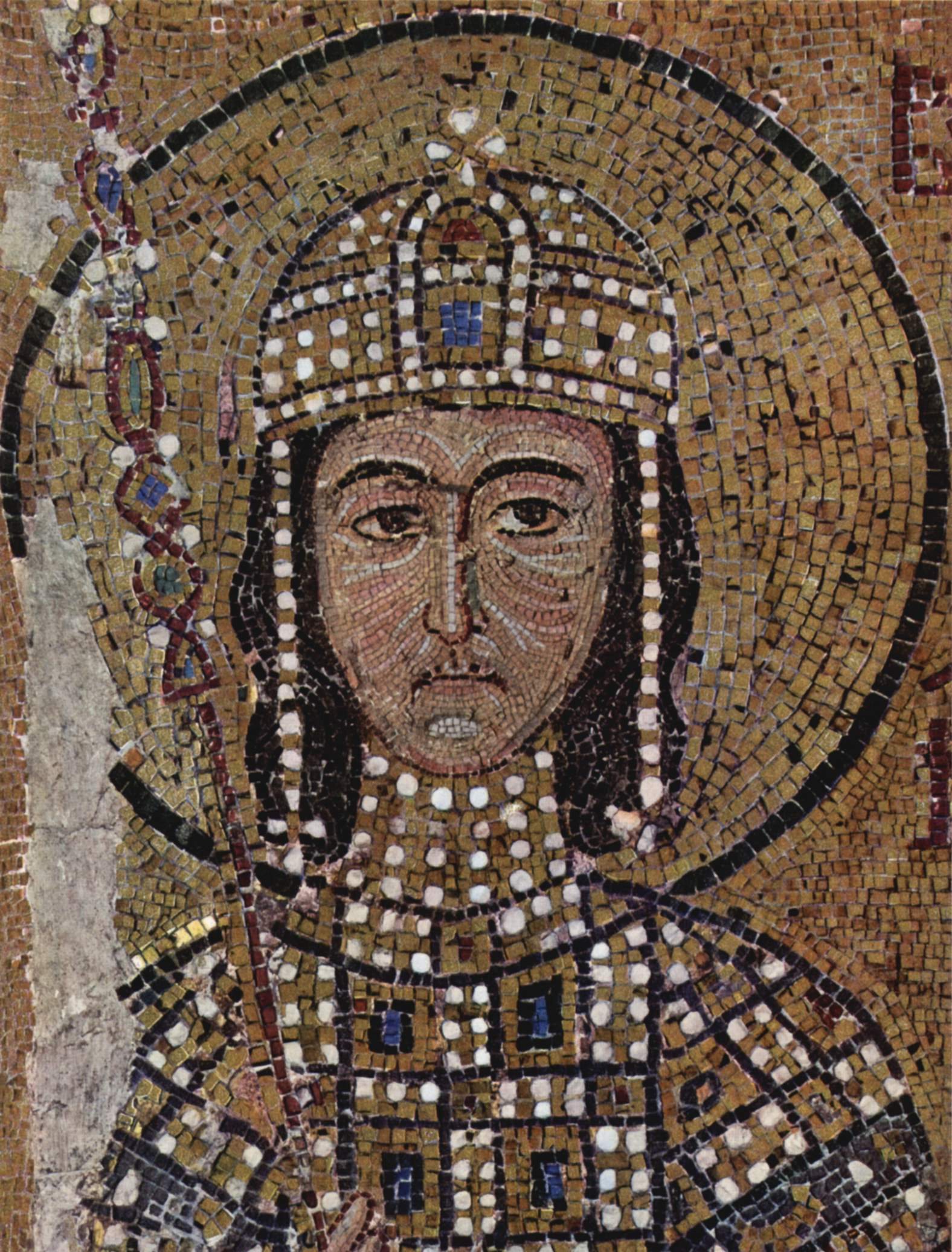
يتناول كتاب الأليكسياد فترة حكم الإمبراطور البيزنطي أليكسيوس الأول

الأليكسياد (باليونانية:Αλεξιάδα) كتاب تاريخي للأميرة آنا كومنينا ابنة الإمبراطور البيزنطي أليكسيوس الأول كومنينوس (حكم 1081 - 1118) .
يُعد الأليكسياد أحد أهم وأشهر النصوص التاريخية التي كُتبت في فترة العصور الوسطى، ولاسيما لفترة الحروب الصليبية. كتبت آنا كومنينا الألكسياد في الفترة ما بين 1143 و1153 في دير ببيزنطة كانت قد نُفيت إليه بعد ما حاولت هي وزوجها نيكيبوروس برينيوس الاستيلاء على العرش على حساب شقيقها الصغير يوحنا الثاني كومنينوس (1118 - 1143).
يتناول الكتاب فترة حكم الإمبراطور أليكسيوس الأول كومنينوس والأحداث التي حصلت خلال حكمه وأهمها دخول الجيوش اللاتينية للأراضي البيزنطية خلال عبورهم للشرق في الحملة الصليبية الأولى.